# 沙木蒙事件
沙木蒙事件1854年爆发在新疆喀什的动乱。一个叫沙木蒙的人宣称他是张格尔之兄玉素普的后代，在喀什噶尔地区罕爱里克庄领导叛乱。

## 过程
喀什噶尔罕爱里克庄回子沙木蒙，纠合回众，诈称玉素普和卓后裔，在爱吉特虎军台等处，持械滋闹、烧毁房屋、戕害兵民。咸丰帝下令立即将其逮捕。并将其手下之斯拉木等十八人一并正法。叶尔羌三品阿奇木伯克阿克拉依都事前毫无觉察，本该处罚，不过派拨回兵，并令亲丁协助其他伯克抓捕贼匪多名，故不再处罚。喀什噶尔三品阿奇木伯克迈玛特，设法缉拿首要叛匪。交理藩院议叙。兵丁李致和阵亡，交部议恤。　　